# Tlatlaya
Tlatlaya es un pueblo mexicano del Estado de México, localizado en su extremo suroeste del mismo, cercano a los límites con el estado de Guerrero. Es cabecera del municipio de Tlatlaya.

## Escudo
Simboliza un monte, ideograma del lugar habitado, el cual se ve coronado por las llamas en acción de arder representando al fuego.

## Historia

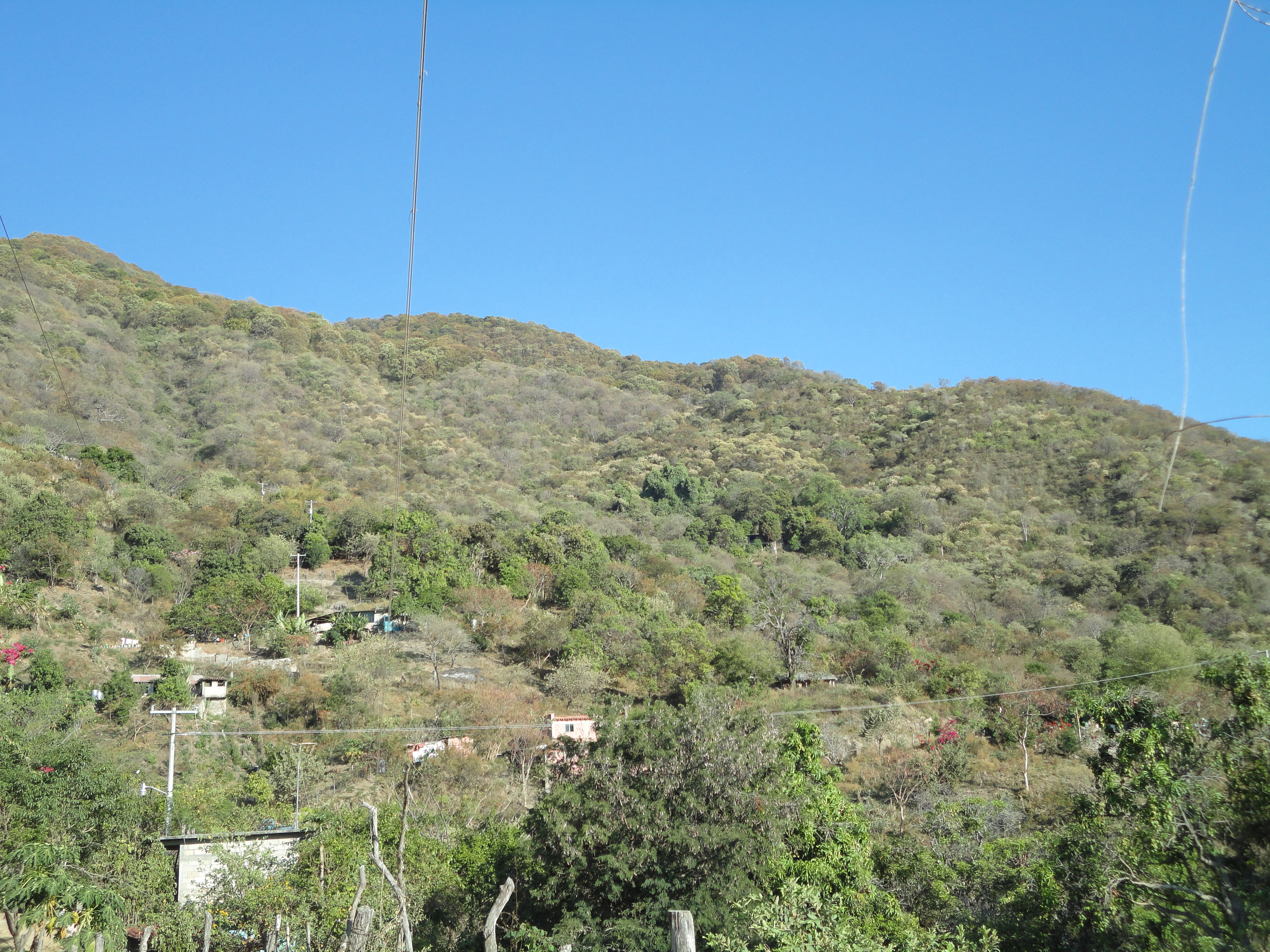
Barrio de Tlatlaya

Antes de la conquista española, Tlatlaya era punto fronterizo importante para los matlazincas y para los mexicas. Por la colindancia existente con los tarascos de la providencia de Michoacán, con frecuencia atacaban a los Tlatlayenses que vivían dentro del imperio azteca acosando inclusive a otros puntos fronterizos para proveerse de víctimas y llevárselos a sacrificar hasta Zinzunzan y a Auzináscuaro de la provincia michoacana.
A pesar de que Tlatlaya y Amatepec estaban muy cerca uno del otro, eran independientes en 1582, teniendo Tlatlaya sujetos a los pueblos de San Lucas, Suchitlán, San Mateo Tototepec, Santa María Cacahuatlán, San Gaspar Tletlepec, San Ana Zicatecoyan, San Juan Tepetlatlaya, San Pedro Mecatepec,  San Francisco  Atiquisca, San Felipe Guatepec, Santa María Asunción y Coatepec, de todos estos pueblos Tlatlaya era cabecera, es muy posible que por la docilidad que estos tenían con los caciques de Amatepec, también se hayan sometido a los españoles, permitiendo a la vez ser evangelizados el año de 1526 por los misioneros.
Los de Tlatlaya al igual que los de Amatepec, no opusieron resistencia alguna a la conquista por las armas y por la religión. Hernán Cortés marqués del Valle, fue la persona que conquistó a nuestro México prehispánico, sujetando a su rey Moctezuma.
En el año 1526 llegó la evangelización a Tlatlaya por influencia de los descendientes del Tlatoani Azteca Chimalpopoca, ya que fue en El Veladero, Amatepec donde se evangelizaron los descendientes de los Cortés Chimalpopoca, aliándose a estos los nativos de Tlatlaya, ya que propiamente tanto en lo militar como en lo religioso, estos dependían de los de Amatepec.
Por los años de 1527 a 1534, el primer encomendero fue don Juan Saucedo de: Zacazonapan, Tenancingo, Coatepec Harinas, Acuitlapilco, Xahyualcingo,  Almoloya, Sultepec, Amatepec, y Tlatlaya
En Tlatlaya aparece la minería en el año de 1533 estableciendo así los peninsulares en la cabecera del pueblo y otros lugares adyacentes. 
La inquisición española en Tlatlaya, inicia cuando adquirieron nombramiento de Comisario Ministros del Santo Oficio y Permisos de la Santa Inquisición para denunciar a los blasfemos y quien denunciaba a la religión católica y otro tipo de vejaciones que resultaren a favor o en contra de personajes del gobierno y personajes que ejercieron el culto religioso.
En Tlatlaya y Amatepec por el año de 1683 el licenciado José de Villarrubia Ponce de León, cura beneficiado en estos pueblos, denuncian ante Juan Gómez de Mier, inquisidor, a Manuel Rocha Barreto por Blasfemo.
El año de 1729 se nombró comisario interino de la Inquisición y de notario de traer vara de alguacil mayor a favor de Juan García y José Costilla, asignados para atender la problemática de la inquisición en Amatepec y Tlatlaya.
El año de 1775, se nombra al comisario de la Inquisición al Bachiller Juan del Pilar Soto y Acuña, para atender lo relativo en los pueblos de Amatepec y Tlatlaya sobre asuntos inquisitoriales.
Los pueblos que se consideraban dentro del territorio de la República de Indios de Tlatlaya por los años de 1743-1754 fueron San Felipe Coatepec, San Francisco, San Juan Tepetlatlaya, San Mateo Totopec, Santa Ana, Santa María, La Goleta, Santa Cruz,  Santo  Tomás, Copaltilla y San Andrés Tepaxtitlán. 
Después de la muerte de Hidalgo y Morelos, los insurgentes se dispersaron en el país en numerosas guerrillas en el medio rural. El indulto que ofrecía el virrey Apodaca y el acoso frecuente que asolaba a varios jefes insurgentes, hicieron que dejaran la lucha armada. Ignacio López Rayón, Nicolás Bravo y Manuel Mier Terán fueron capturados; don Guadalupe Victoria desapareció en la selva veracruzana.
La lucha en el sur de las intendencias de México, Oaxaca, Puebla y Michoacán hasta Colima, se sostuvo principalmente por Vicente Guerrero, Pedro Ascencio y otros grandes patriotas, que sus guerrillas fueron canalizadas en el sur de nuestra entidad federativa, como es el caso de los pueblos de Zacualpan, Sultepec, Coatepec de Harinas, Almoloya de Alquisiras, La Goleta, Amatepec, Tejupilco, La Sierra de Nanchititla, Temascaltepec, Valle de Bravo, Luvianos y muchos parajes más del agreste Tlatlaya.
Leona Vicario y Andrés Quintana Roo, formaron un matrimonio, complicado por la vida azarosa que llevaban a favor de la Independencia nacional, para el año de 1817 éstos procrearon a una criatura la cual nació el 3 de enero de 1817 y como una verdadera leona dio a luz a su primera hija en una cueva que se localiza a unos 300 metros hacia el poniente de la actual delegación municipal.
Mientras Pedro Ascencio controlaba Tlatlaya y la Goleta, Guerrero se mantenía en Ajuschitlán y las montañas de la Coronilla; los realistas acuartelaban en Zacualpan, Cuernavaca, Cuautla, Tejupilco, Temascaltepec, Sultepec, y Tlapa. Cuando Ascencio derrota a Iturbide en Tlatlaya, otro tanto hacia Vicente Guerrero, quien también logró victorias sobre la tropa del comandante Moya y del coronel Berdejo, en enero de 1821.
El pueblo de Tlatlaya que toda su vida estuvo sujeto en lo político y religioso al pueblo de Amatepec a partir del 21 se septiembre de 1849 se separa de este, quedando adscrito al Estado de México, con las siguientes poblaciones: Tlatlaya fue la cabecera municipal en forma genérica, su territorio está compuesto por las siguientes poblaciones: San Mateo, Santa María de la Goleta, San Juan Tetitlán, Santa Ana Zicatecoyan, San Antonio del Rosario, San Pedro Limón, San Felipe Tepehuastitlán, Santa María Ocoyotepec y el rancho de Rincón Grande.
La municipalidad de Tlatlaya se integra al distrito de Tejupilco de Hidalgo, segregándose del distrito de Sultepec, por decreto n.º 33, de fecha 11 de septiembre de 1874.
Pasado 7 años por decreto num. 31 de fecha 13 de octubre de 1981, la municipalidad de Tlatlaya se integra al distrito de Sultepec de Alquisiras, segregándose del distrito de Tejupilco. Con fecha 17 de septiembre de 1919, se declara a Tlatlaya según lo estipulado en sus artículos primero y segundo de la Ley Orgánica Municipal, como municipio libre del Estado de México. 
Los movimientos zapatistas dentro del territorio del distrito judicial y rentístico de Sultepec, se sintieron con mayor fuerza desde 1911.
El 11 de febrero de 1912 entró en acción el zapatista Jesús H. Salgado con 200 hombres a su mando, donde tuvo un enfrentamiento con fuerzas federales las cuales causaron estragos en la cabecera municipal de Tlatlaya, pueblos y rancherías. 
Durante los últimos 5 meses de 1912 se intensifica impetuosamente la vida revolucionaria en la región de las poblaciones de Amatepec y Tlatlaya,  para estas fechas había una gran concentración de cerca de 1000 revolucionarios, los cuales habían establecido sus tropas de mando en estos dos lugares.
En 1913, en Texcaltitlán, Almoloya, Amatepec y Tlatlaya se encontraban los zapatistas dirigidos por Álvaro Lagunas, Rafael Valenzuela, Francisco Mora,  Graciano Ocampo,  Daniel Vivero y Encarnación Rosales. El zapatismo se difundió en toda la región no solo en el distrito de Sultepec, sino también por el distrito de Temascaltepec y Valle de Bravo. Se levantaron juntas clandestinas a favor del zapatismo.
Durante esta lucha armada a toda costa los jefes revolucionarios invitaban a la gente de los pueblos para que se unieran al movimiento revolucionario. 
La cercanía del municipio de Tlatlaya con el estado de Guerrero, hicieron circular con frecuencia boletines expedidos por los jefes revolucionarios de guerrero, que además de dar a conocer inconformidades con el gobierno huertista llegaron a exhortar al pueblo a luchar en su contra. 
Los constantes ataques a la población de Tlatlaya originaron inestabilidad y en 1914 quedó sin autoridades municipales causando problemas socioculturales, económicas y políticas.

### Cronología
| AÑO       | ACONTECIMIENTO |
| --------- | --- |
| 1526      | La primera evangelización se llevó a cabo en el Veladero. |
| 1527      | El primer encomendero de Tlatlaya fue don Juan Saucedo. |
| 1532      | La colonización en Tlatlaya propiamente se tiene a partir de los trabajos que los españoles realizaron sobre minería, formando así la colonización de peninsulares en este pueblo. |
| 1683      | José de Villarubia Ponce de León, cura beneficiado de Amatepec y Tlatlaya, denuncia ante Juan Gómez de Mier, inquisidor, a Manuel de Rocha Barreto por blasfemo. |
| 1775      | Se nombró para los pueblos de Amatepec y Tlatlaya comisario de la Inquisición al Bachiller Juan del Pilar Soto y Acuña. |
| 1788      | Se nombró para los pueblos de Amatepec y Tlatlaya comisario de la Inquisición al Bachiller José Teodoro Sánchez. Vergara. |
| 1849      | Tlatlaya se erigió como municipio en fecha 21 de septiembre. |
| 1874      | Tlatlaya se integra al distrito Tejupilco de Hidalgo, segregándose del distrito de Sultepec por decreto num. 33 con fecha 11 de septiembre. |
| 1881      | Tlatlaya se integra al distrito de Sultepec de Alquisiras, segregándose al distrito de Tejupilco. |
| 1912      | De agosto a diciembre la actividad política se intensificaba en la región sur del estado, en Amatepec y Tlatlaya se concentraron más de 1000 revolucionarios que se acuartelaron en estos lugares. |
| 1919      | Con fecha 17 de septiembre, se declara Tlatlaya según el artículo primero y segundo de la Ley Orgánica Municipal, como municipio libre del Estado de México. |
| 1913      | El distrito de Sultepec se caracteriza por su actividad zapatista desde principios del año se tienen movimientos revolucionarios debido a que en Texcaltitlán, Almoloya, Amatepec y Tlatlaya, donde se encontraban zapatistas dirigidos por los revolucionarios Álvaro Lagunas, Rafael Valenzuela, Francisco Mora Graciano Ocampo, Daniel Vivero originario de Amatepec y Encarnación Rosales. |
| 1914      | El distrito de Sultepec es de constante acción iniciándose esta desde el mes de enero, siendo Tlatlaya y Amatepec las poblaciones que presentaron mayor actividad la cual fue promovida principalmente por Melesio Albarrán, Inocente Lugo, Baltazar Ocampo, Francisco Mota y Nabor Mendoza.                                                                                                   |
| 1929      | Nace el ejido de Santa Ana Zicatecoyan. |
| 1949      | Se construyó el campo de aviación en Santa Ana Zicatecoyan. |
| 1949-1950 | Construcción del campo de aviación de San Pedro Limón. |
| 1950      | Fundación de la primera escuela en el municipio " Enrique López" en Santa Ana Zicatecoyan. |
| 1956      | Se construyó la carretera Amatepec- Tlatlaya. |
| 1956      | La primera peletera se instaló en Santa Ana Zicatecoyan. |
| 1963      | Se electrificó Tlatlaya y Santa Ana Zicatecoyan. |
| 1970-1972 | Se construyó el primer helipuerto. |
| 1972-1975 | Se construyó el actual palacio municipal. |
| 1976-1978 | Se fundó la Escuela Normal n.º 24 en Santa Ana Zicatecoyan. |
| 1985      | Se construyó la carretera pavimentada de San Francisco de Asís a San Pedro Limón y San Antonio del Rosario. |
| 1994      | Se construyó el monumento Antigua Pila de Tlatlaya ubicada en la plaza principal. |
| 2000      | Después de 84 años de gobierno del PRI, toma la administración el PRD. |
| 2014      | El 30 de junio se registró el asesinato de 22 personas incluyendo presuntos narcotraficantes desarmados, a manos de integrantes del ejército mexicano |